# Rouffiac (Charente)
Rouffiac ist eine französische Gemeinde mit 119 Einwohnern (Stand: 1. Januar 2022) im Département Charente in der Region Nouvelle-Aquitaine. Die Gemeinde gehört zum Arrondissement Angoulême, zum Kanton Tude-et-Lavalette und zum 2017 gegründeten Gemeindeverband Lavalette Tude Dronne. Die Einwohner werden Rouffiacais genannt.

## Geografie
Rouffiac liegt im Süden der historischen Provinz Angoumois, etwa 39 Kilometer südsüdwestlich von Angoulême. Umgeben wird Rouffiac von den Nachbargemeinden Orival im Norden und Nordwesten, Saint-Romain im Norden und Osten, Les Essards im Süden und Südosten sowie Saint-Quentin-de-Chalais im Süden und Westen.

## Bevölkerungsentwicklung
| Jahr                      | 1962 | 1968 | 1975 | 1982 | 1990 | 1999 | 2006 | 2013 |
| Einwohner                 | 184  | 159  | 156  | 131  | 106  | 114  | 114  | 123  |
| Quelle: Cassini und INSEE |      |      |      |      |      |      |      |      |

## Sehenswürdigkeiten
- Kirche Saint-Jean-Baptiste aus dem 12. Jahrhundert, Umbauten aus dem 15. Jahrhundert, Monument historique

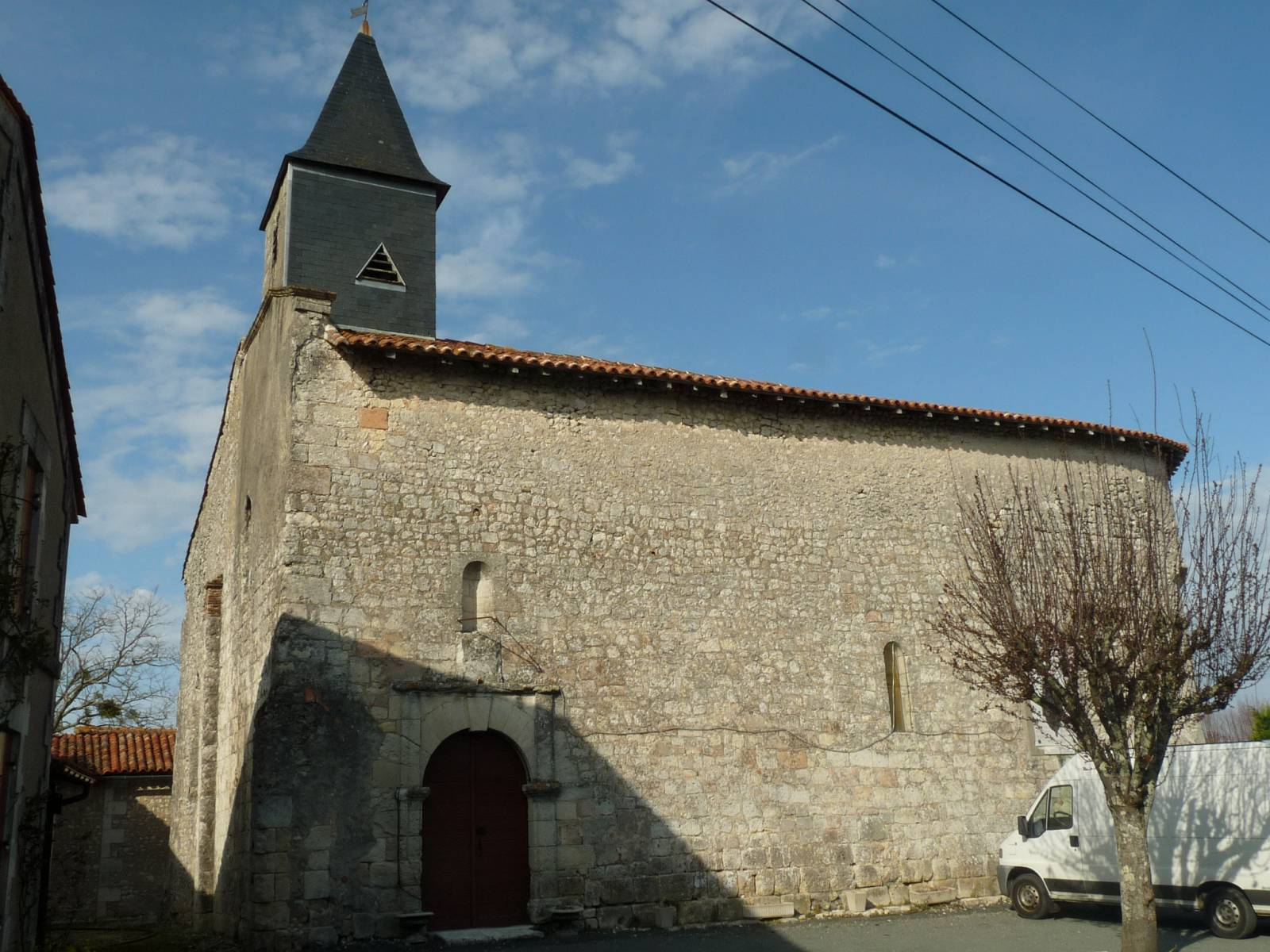
Kirche Saint-Jean-Baptiste